# 冈崎嘉平太
冈崎 嘉平太（おかざき かへいた；1897年4月16日—1989年9月22日），岡山縣出身，日本企业家。1972年，成為岡山縣賀陽町（今吉備中央町）名譽町民。1978年，獲得勳一等瑞寶章。1985年，成為岡山縣總社市名譽市民。1985年，成為岡山縣名譽縣民。1987年，成為河南省洛陽市名譽市民。
冈崎嘉平太著有《了解中国问题之路》、《在我们生平中的中国》等书。

## 生平
冈崎嘉平太1897年出生在日本冈山县贺阳郡大和村（现吉備中央町）。1916年，冈崎嘉平太进入舊制第一高等學校学习。
1922年，冈崎嘉平太毕业于东京帝国大学法学部并进入日本银行工作。
1946年，冈崎嘉平太从中国回到日本。1949年，出任池貝社长。1951年，出任科斯莫石油公司社长。1954年，任日本国際貿易促進協会常任委员。
1961年，出任全日空第二任社长。1964年，参与中日双方交换新闻记者的会谈。
1989年9月22日，冈崎嘉平太在东京大田区的家中下楼梯时不慎滑倒，因急性硬脑膜下血肿逝世，享耆寿92岁。
1990年，以冈崎嘉平太的遗产及全日空捐助，成立“冈崎嘉平太国际奖学基金”。
2001年，冈崎纪念馆在冈山县加贺郡吉备中央町落成。